# Патент
Пате́нт (от лат. patens — открытый, ясный, очевидный, от полного наименования — litterae patentes — открытое письмо) — охранный документ, удостоверяющий исключительное право, авторство и приоритет изобретения, полезной модели, промышленного образца либо селекционного достижения. Срок действия патента зависит от страны патентования, объекта патентования и составляет от 5 до 35 лет в России (ГК РФ Статья 1363, ГК РФ Статья 1424), в Америке максимальный срок действия патента — 20 лет. Автору или соавторам за использование патента выплачивается авторское вознаграждение (по договору с патентовладельцем). За предоставление лицензии на право производства продукта или использования способа, патентовладелец (лицензиар) получает (одноразовый) паушальный платёж или ежегодные отчисления от лицензиата, роялти.
Патент выдаётся государственным органом исполнительной власти по интеллектуальной собственности; например, в Российской Федерации таким органом является Роспатент, в США — Бюро по регистрации патентов и торговых марок США. Международное регулирование осуществляют Всемирная организация интеллектуальной собственности (выполняющая, в том числе, соответствующие функции при ООН), Объединённые международные бюро по охране интеллектуальной собственности и другие. Во Всемирной торговой организации эти отношения регулируются, в том числе, «Соглашением по торговым аспектам прав интеллектуальной собственности».
Под изобретением понимается техническое решение в любой области, относящееся к продукту (в частности, устройству, веществу), способу (процессу осуществления действий над материальным объектом с помощью материальных средств) или применению (в частности, применение уже известного продукта или процесса по новому назначению).
Правовая охрана, которую предоставляет патент, защищает решение, а не задачу. Например, Джеймс Уатт, чтобы решить задачу преобразования возвратно-поступательного движения во вращательное и обойти патент на кривошипно-шатунный механизм, применил в своей первой модели паровой машины вместо кривошипа планетарную передачу. Патент также не защищает саму по себе идею как таковую, а защищает только конкретное техническое решение, в котором воплощена идея.

## В России
Патентное право в России регулируется Главой 72 Гражданского кодекса РФ и иными нормативно-правовыми актами Российской Федерации (напр. федеральным законом N 316-ФЗ «О патентных поверенных» от 30.12.2008 ; приказом Минобрнауки РФ N 322 «Об утверждении Административного регламента исполнения Федеральной службой по интеллектуальной собственности, патентам и товарным знакам государственной функции по осуществлению …» от 29.10.2008, и других).
В соответствии с п.1 ст. 1363 ГК РФ, срок действия исключительного права на изобретение, полезную модель, промышленный образец и удостоверяющего это право патента исчисляется со дня подачи первоначальной заявки и при условии соблюдения требований, установленных ГК РФ, составляет: Государственная комиссия Российской Федерации по испытанию и охране селекционных достижений
- для изобретений — 20 лет;
- для полезных моделей — 10 лет;
- для промышленных образцов — 5 лет.
- для селекционных достижений — 30 лет.
- для селекционных достижений по древесным породам и винограду этот срок составляет 35 лет.[3]

Срок действия патента на изобретение, относящееся к лекарственному средству, пестициду или агрохимикату, для применения которых требуется получение в установленном законом порядке разрешения, может быть продлён на срок до 5 лет.
Срок действия патента на промышленный образец может быть продлён по заявлению патентообладателя на 5 лет несколько раз, но срок действия не составит более 25 лет.
- Патент на изобретение
- Патент на полезную модель
- Патент на промышленный образец

## Условия патентоспособности
Патент на изобретение может быть выдан, если изобретение удовлетворяет трём основным условиям патентоспособности:
- является новым, то есть неизвестно из существующего уровня техники;
- имеет изобретательский уровень, то есть предлагаемое решение для специалиста явным образом не следует из уровня техники (является неочевидным);
- является промышленно применимым, то есть может быть использовано в промышленности, сельском хозяйстве и других отраслях деятельности.

Соответствие изобретения условиям патентоспособности определяется государственной экспертизой. Если в процессе экспертизы выясняется соответствие изобретения трём указанным условиям, то в этом случае заявителю может быть выдан патент.

## История
Патенты возникли из патентных грамот монарха, которые предоставляли кому-либо права на монопольное производство и продажу определённого товара. Первоначально они выдавались по желанию монарха, при этом даже необязательно самому изобретателю, их мог получить любой по воле монарха. Патенты в современном понимании этого слова появились в 1474 году в Венецианской Республике. В этом году был издан указ, согласно которому о реализованных на практике изобретениях необходимо было сообщать республиканским властям, с целью предотвращения использования изобретений другими лицами. Срок действия патента составлял 10 лет.
В 1624 году в Англии издан «Статут о монополиях», согласно которому патенты выдавались на «проекты новых изобретений». США были первой в мире страной, где система интеллектуальной собственности была установлена конституционно (1787 г.), причём привилегия (а не право) получения патентов была выдана только физическим, но не юридическим лицам. Более поздние конституции других стран, как правило, устанавливают возможность выдачи патентов напрямую юридическим лицам. Вплоть до 16 сентября 2012, США оставались единственной в мире страной, где приоритет патента устанавливался по принципу «первый, кто изобрёл». После этой даты США перешли на систему «первый, кто подал», которая уже существовала в других странах.
В России в 1812 году появляется первый общий «Закон о привилегиях», а в 1830 году законом от 30 марта устанавливаются основные понятия патентного права.
В СССР патенты получали преимущественно иностранные юридические лица. Отечественные изобретатели могли получить патент, если изобретение не было связано с работой автора на государственном предприятии, кооперативном, общественном предприятии, в организации или учреждении или по их заданию, а также если автору была оказана денежная или иная материальная помощь государственным, кооперативным, общественным предприятием, организацией или учреждением Патентное право в СССР существовало всегда.

## Структура патента на изобретение
- библиографические данные;
- название; объекты
- описание изобретения;
- формула изобретения;
- чертежи;
- реферат.

### Библиографические данные
- Название страны выдавшей патент.
- конкретизация патента (изобретение, полезная модель, промышленный образец и т. д.).
- Номер патента.
- Название (изобретения, полезной модели, промышленного образца).
- Патентообладатель (изобретения, полезной модели и т. д.) (юридическое лицо или физическое лицо. Совладельцами изобретения могут быть коллектив юридических лиц или коллектив физических лиц, или юридические лица совместно с физическими лицами).
- Автор (изобретения и т. д.) или соавторы (изобретения и т. д.).
- Номер заявки.
- Приоритет (изобретения и т. д., дата поступления заявки в патентное ведомство страны).
- Дата государственной регистрации в Государственном реестре изобретений.
- Дата окончания действия исключительного права (на изобретение).
- Класс МПК (плюс класс национальной классификации).
- Адрес почтовый для переписки с патентовладельцем.
- Список документов цитированных в отчёте о поиске.
- Описание изобретения с формулой изобретения или текст формулы изобретения.

### Название
Название должно быть кратким и точным. Название изобретения, как правило, характеризует его назначение и излагается в единственном числе. Является самостоятельной частью патента, так как заголовки нередко переводятся отдельно от патентов, и по ним составляются картотеки, по которым потом находят описания интересующих изобретений.

### Описание изобретения
Описание должно раскрывать изобретение с полнотой, достаточной для осуществления. То есть специалист в данной области техники на основании описания должен иметь достаточно информации для реализации изобретения.
Описание изобретения содержит следующие разделы:
- область техники, к которой относится изобретение;
- уровень техники;
- раскрытие изобретения;
- краткое, но отражающее главную мысль (суть) изобретения описание чертежей, схем, рисунков, эскизов (если они содержатся в заявке);
- осуществление изобретения.
- преимущество(ва) изобретения над прототипом.

Если к патенту приложены чертежи, то в полном описании расшифровываются цифры, обозначающие на чертежах детали патентуемого устройства.

### Формула изобретения
По правилам большинства стран в заявочном описании, равно как и в описании к охраняемому документу, должна быть выделена часть, называемая в патентной литературе «формула изобретения» или «патентная формула».
Основное значение формулы изобретения (патентной формулы) — правовое.
Для того, чтобы формула отвечала правовому значению, она должна описывать сущность изобретения, быть лаконичной, полной и определённой, а также отвечать требованию «единства изобретения».
С юридической точки зрения формула изобретения предназначается для определения объёма правовой охраны, предоставляемой патентом. В формуле изобретения сформулированы все существенные признаки изобретения.
Формулу изобретения разделяют на европейскую и американскую. Это разделение условно: например, в Англии формула изобретения кардинально отличается от европейской и именуется «британской».
Формула изобретения бывает однозвённой и состоит из одного пункта, или многозвённой и состоит из нескольких пунктов. Каждый пункт этой формулы обычно состоит из двух частей, называемых ограничительной частью и отличительной частью, разделённых словосочетанием отличающийся (-аяся, -ееся) тем, что…. Ограничительная часть пункта формулы содержит название изобретения и его существенные признаки, уже известные в прототипе. Отличительная часть содержит признаки являющиеся новыми. Каждый пункт формулы представляет собой одно предложение. Пункты формулы делятся на зависимые и независимые. Независимый пункт формулы изобретения характеризует изобретение совокупностью его признаков, определяющей объём испрашиваемой правовой охраны, и излагается в виде логического определения объекта изобретения. Зависимый пункт формулы содержит уточнение или развитие изобретения, раскрытого в независимом пункте.
В патентах на английском языке патентная формула начинается словами: claim, claims (I claim, We claim, What I claim is, What we claim is). Обычно она состоит из нескольких пунктов, представляющих собой нумерованные абзацы. Если в формуле только один пункт, то он не нумеруется. Каждый пункт, каким бы длинным он ни был, в английских патентах состоит из одного предложения.

### Чертежи
Это необязательная часть патента. Фигуры чертежей нумеруются и перечисляются в описании. Детали на них обозначаются цифрами, буквами или другими индексами, объясняемыми в описании. Кроме чертежей допускаются схемы, рисунки или другие графические материалы, поясняющие идею.

### Реферат
Является кратким описанием изобретения, включает описание признаков изобретения (формула), области применения и преимущества изобретения над прототипом.

## Критика патентной системы
Изначальное назначение патентов — поощрение технологических инноваций и предотвращение скрытия изобретений как коммерческих тайн. Но критики патентов утверждают, что по мере того, как всё больше технологизируются самые различные виды производства, право интеллектуальной собственности на патенты становится привилегией корпораций, работающих в самых разных областях: сельское хозяйство, медицина, пищевые продукты.

### Патенты на вычислительные идеи
Отдельно критикуются патенты, влияющие на разработку, распространение и использование программного обеспечения — патенты на методы, используемые в программном обеспечении — алгоритмы, способы работы с форматами файлов и т. п. В одних странах (включая Россию) они официально запрещены, а в других, включая США, могут выдаваться в полном соответствии с законами.
Хотя отчасти благодаря патентам и появляются технологии лучше запатентованных, они не всегда успевают стать достаточно популярными к тому времени, когда популярная запатентованная технология в существующем виде уже устаревает, и патенты на неё истекают.
- Некоторые компании опасаются использовать технологию, которая не упоминалась в судебных процессах с участием «патентных троллей» и/или держателей патентов на популярную технологию. Такие опасения (FUD) распространяют сами держатели патентов (пример: сжатие MP3).[9] Также под этим предлогом Nokia и Apple отказались реализовать поддержку свободного формата хранения видеоданных Ogg Theora, чем добились исключения[10] рекомендации его поддержки из разрабатываемой спецификации HTML 5.[11][12][10][13][14][15]

В исследовании, опубликованном в 2002 году Европейским Парламентом, сообщалось со ссылкой на немецкое исследование, что патентные архивы используются в первую очередь для поиска информации в юридических целях, а не в технических. Иногда это связывают с тем, что описания простейших действий в заявках намеренно усложняются, чтобы изобретение выглядело менее очевидным и более оригинальным, увеличивая шансы на выдачу патента. В то же время Software Freedom Law Center рекомендует разработчикам и авторам документации не читать патентов во избежание преследования за сознательное нарушение патента или перестраховки из‐за неправильного прочтения.
Патент США № 6935954, выданный Nintendo в 2005 году USPTO, и ещё раньше полученный по процедуре PCT, описывает использование в компьютерной игре переменной «состояние рассудка персонажа», причины к её изменению и его последствия (замедление реакции, галлюцинации). Фонд свободного ПО считает, что это не сильно отличается от гипотетических патентов на сюжеты литературных произведений, описанных в статье Ричарда Столмана.

### Очевидные изобретения
Иногда патенты выдаются на изобретения, реализация которых многим кажется не заслуживающей патента. Например, в августе 2008 года корпорация Microsoft получила в США по заявке 2005 года патент на формулу использования кнопок компьютерной клавиатуры Page Up и Page Down для прокрутки ровно на высоту одной (как минимум, первой) страницы документа независимо от масштаба того, какая часть документа видна на экране, и во сколько колонок расположены страницы, а не на высоту видимой области, как обычно делается для удобства чтения всего текста.
Многие критиковали патент только за очевидность (но некоторые из них были введены в заблуждение броскими заголовками типа «Майкрософт запатентовала кнопки „Page Up“ и „Page Down“».), другие выступили в защиту неочевидности этого патента, но выразили сомнения в пользе этого патента.
В американской патентной системе патентный иск стоит огромных денег — даже если удаётся доказать, что патент несостоятелен. Поэтому небольшие компании предпочитают платить владельцу патента, чем госпошлину.

### Патенты на спорные методы
Комиссия по борьбе с лженаукой обращала внимание на то, что в 1997—2000 годах Роспатент выдал следующие патенты:
- Патент 2083239 — «Симптоматическое лечение заболеваний с помощью осиновой палочки в момент новолуния для восстановления целостности энергетической оболочки организма человека».
- Патент 2157091 — «Установление факта смерти пропавшего без вести человека по ранее принадлежавшей ему вещи».
- Патент 2140796 — «Устройство для энергетических воздействий с помощью фигур на плоскости, генерирующих торсионные поля».

Выдавались и другие псевдонаучные патенты.
Защитники псевдонаучных патентов объясняют, что выдача патентов на неработающие изобретения не приносит вреда потребителям, так как патент на неработающее изобретение не может быть применён, потому что по определению невозможно создать технологию, нарушающую такой патент. В то же время было бы слишком дорого и бесполезно заставить патентные бюро экспериментально проверять патенты на работоспособность. Однако псевдонаучные патенты вводят потребителей в заблуждение, создавая предположение научности или обоснованности запатентованных таким образом методов.

## Статистика
| Кластер 1                            | Кластер 2 | Кластер 3                         |
| ------------------------------------ | --- | --------------------------------- |
| Республика Корея, США, Китай, Япония | Австралия, Австрия, Бельгия, Норвегия, Швейцария, Германия, Швеция, Канада, Великобритания, Франция, Нидерланды, Ирландия, Испания, Россия, Дания, Сингапур, Финляндия | Бразилия, Италия, Польша, Румыния |

| 1883-1913 годы     | 1883-1913 годы  | 1919-1931 годы | 1919-1931 годы  |
| ------------------ | --------------- | -------------- | --------------- |
| Страна             | Выдано патентов | Страна         | Выдано патентов |
| США                | 812 695         | США            | 548 707         |
| Великобритания     | 408 177         | Франция        | 251 550         |
| Франция            | 359 174         | Германия       | 233 042         |
| Германская империя | 248 235         | Великобритания | 226 830         |
| Бельгия            | 202 176         | Канада         | 126 709         |
| Австро-Венгрия     | 195 580         | Италия         | 114 862         |
| Канада             | 131 174         | Бельгия        | 113 572         |
| Италия             | 110 235         | Швейцария      | 71 244          |
| Швейцария          | 66 289          | Испания        | 55 598          |
| Испания            | 47 467          | Австрия        | 49 750          |
| Швеция             | 36 093          | Япония         | 46 899          |
| Российская империя | 32 061          | Австралия      | 35 471          |

## Терминология
- Встречный патентный иск (англ. patent counterclaim) — метод защиты от патентных исков: ответчик обвиняет истца в том, что он сам нарушил его патент.
  - Оборонительное патентование — патентование или скупка патентов с целью подать встречный патентный иск в случае обвинения, без намерения получать лицензионные платежи.
- Зонтичный патент (англ. umbrella patent) — не подкреплённый практикой или чрезмерно общий патент с целью засудить того, кто сможет реализовать это на практике.
- Кросс-лицензирование (англ. cross-licensing) — договор между двумя сторонами, когда каждая из них даёт другой лицензии на свои патенты.
- Обновление патента (англ. evergreening) — практика уточнять условия патентной заявки, как только срок защиты начинает истекать. Например, патентуется химическое соединение. Через 20 лет (к этому времени технология должна устояться) патентуется наиболее эффективный способ получения этого соединения. Ещё через 20 лет — тот же способ с некоторыми уточнениями, и т. д.
- Патент на программное обеспечение (англ. software patent) — патент, чья новизна заключается исключительно в математическом обеспечении. Формально запрещены во многих странах, в действительности выдаются.
- Патентный тролль (англ. patent troll) — лицо, которое имеет портфель патентов исключительно с целью получать лицензионные платежи, без попыток реализовать патентные заявки на практике. Поскольку патентные тролли ничего не производят, встречные патентные иски против них не действуют.
- Подводный патент (англ. submarine patent) — патент, остающийся «в тени», пока достаточно богатая компания не сможет реализовать это. Известный пример — патент на LZW.
- FUD = Fear, uncertainty and doubt — запугивание, намеренное вызывание сомнения и неопределённости у компании Б, компанией А, имеющей патент (или пакет патентов) на схожий метод, без конкретных подтверждений. Целью компании А часто является дестабилизация и подчинение компании Б условиям.